# Aloisia Kirschner
Aloisia Kirschner (n. 17 iunie 1854, Praga, Imperiul Austriac – d. 10 februarie 1934, Praga, Cehoslovacia) a fost o scriitoare austriacă.